# Associação de Basquetebol da Madeira
A Associação de Basquetebol da Madeira (ABM) é uma entidade sob alçada da Federação Portuguesa de Basquetebol, que superintende todo o basquetebol praticado na Região Autónoma da Madeira. Foi fundada em 16 de dezembro de 1977 e encontra-se sediada na cidade do Funchal.
A ABM rege-se pelos presentes Estatutos, Regulamento Geral, Estatutos e Regulamentos da Federação Portuguesa da Basquetebol, e pela Lei vigente.